# Prendere un granchio

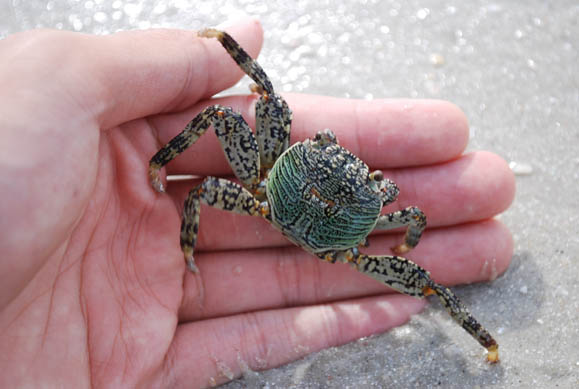
Un granchio.

Prendere un granchio è un'espressione idiomatica della lingua italiana. Indica un errore grossolano, il raggiungimento di un risultato molto inferiore a quello sperato o, più raramente, l'acquistare qualcosa ritenendolo di valore molto più alto di quanto non sia in realtà.

## Origini della frase
Questa espressione, fra le più comuni usate in italiano per indicare uno sbaglio, trae le sue origini dalla pesca, in particolare quella sportiva. Se si cala la lenza in mare fino ad arrivare al fondale e a toccare il fondo con l'amo e l'esca, può capitare che abbocchi un granchio anziché un pesce. Il crostaceo, non appena abboccato, incomincia subito a dibattersi violentemente per sganciarsi dall'amo, dando l'impressione al pescatore che abbia invece abboccato una preda di grandi dimensioni.

La pesca di un granchio con la canna è normalmente fonte di delusione per il pescatore, dal momento che si tratta di una preda inutile, che in certi casi può anche danneggiare la lenza. Da questa delusione, generata dall'aspettativa di un pesce di grosse dimensioni, nasce l'origine della frase.

## Uso
La frase viene utilizzata per far notare a una persona un errore in modo ironico e bonario e normalmente non costituisce un insulto.

Esempio:
Allo stesso modo, la locuzione può essere usata per descrivere ironicamente una disavventura capitata a sé stessi o agli altri.

Esempio:

## Uso nel canottaggio
L'identica espressione "prendere un granchio" è usata nel canottaggio quando un membro dell'equipaggio commette un errore e non riesce a estrarre per tempo la pala del remo prima della ripresa. Il remo resta intrappolato in acqua come se fosse catturato dalle chele di un granchio.

## Espressioni idiomatiche con lo stesso significato
- Prendere lucciole per lanterne
- Prendere fischi per fiaschi
- Prendere una cantonata
- Fare una gaffe